# ندومودی ونو
ندومودی ونو (انگلیسی: Nedumudi Venu؛ (زادهٔ ۲۲ مهٔ ۱۹۴۸ – درگذشتهٔ ۱۱ اکتبر ۲۰۲۱) یک هنرپیشه اهل هند بود.
از فیلم‌ها یا برنامه‌های تلویزیونی که وی در آن نقش داشت می‌توان به جمعه اشاره کرد.

## فیلم‌شناسی
فهرست برخی از فیلم‌هایی که ندومودی ونو در آن‌ها به ایفای نقش پرداخته است:
- جمعه
- ایزابلا
- اوریسا
- سرنشین
- فانتوم
- بیگانه
- آب سیاه
- قفل زینتی
- راهنمای معنوی
- هاریکریشناس
- الکس پاندیان
- مقاله اصلی
- تاچولی وارگیس چکاور
- خیلی خیلی دور
- چاندرا لکها
- چارلی
- دکتر لاو
- پادشاه و کمیسر
- آرجونان شاهد است
- دیزی